# The Sands
The Sands was een Belgische muziekgroep uit Turnhout rond zanger-pianist Guy Van Nueten die midden de jaren 90 een titelloos album en een ep uitbracht.
De eerste cd werd geproduceerd door Bill Janovitz van de Amerikaanse band Buffalo Tom.
De single April & June werd een radiohit op Studio Brussel en werd onder meer opgenomen op de verzamelalbums uit de Belpopserie en De Afrekening.

## Discografie
- The Sands (1995, Megadisc/MCA)[4]
- ... And other True Stories (1996, Megadisc/MCA)